# Giải vô địch bóng đá thế giới 2022 (Bảng H)
Bảng H của giải vô địch bóng đá thế giới 2022 đã diễn ra từ ngày 24 đến ngày 2 tháng 12 năm 2022. Bảng này bao gồm Bồ Đào Nha, Ghana, Uruguay và Hàn Quốc. Hai đội tuyển hàng đầu sẽ giành quyền vào vòng 16 đội.

## Các đội tuyển
| Vị trí bốc thăm | Đội tuyển  | Nhóm | Liên đoàn | Tư cách vòng loại                       | Ngày vượt qua       | Tham dự chung kết | Tham dự cuối cùng | Thành tích tốt nhất lần trước | Bảng xếp hạng FIFA | Bảng xếp hạng FIFA |
| Vị trí bốc thăm | Đội tuyển  | Nhóm | Liên đoàn | Tư cách vòng loại                       | Ngày vượt qua       | Tham dự chung kết | Tham dự cuối cùng | Thành tích tốt nhất lần trước | Tháng 3 năm 2022   | Tháng 10 năm 2022  |
| --------------- | ---------- | ---- | --------- | --------------------------------------- | ------------------- | ----------------- | ----------------- | ----------------------------- | ------------------ | ------------------ |
| H1              | Bồ Đào Nha | 1    | UEFA      | Thắng Nhánh C khu vực châu Âu           | 29 tháng 3 năm 2022 | Thứ 8             | 2018              | Hạng ba (1966)                | 8                  | 9                  |
| H2              | Ghana      | 4    | CAF       | Thắng Vòng loại thứ ba khu vực châu Phi | 29 tháng 3 năm 2022 | Thứ 4             | 2014              | Tứ kết (2010)                 | 60                 | 61                 |
| H3              | Uruguay    | 2    | CONMEBOL  | Hạng ba vòng tròn khu vực Nam Mỹ        | 24 tháng 3 năm 2022 | Thứ 14            | 2018              | Vô địch (1934, 1938, 1950)    | 13                 | 14                 |
| H4              | Hàn Quốc   | 3    | AFC       | Thắng Nhì bảng A khu vực châu Á         | 1 tháng 2 năm 2022  | Thứ 11            | 2018              | Hang tư (2002)                | 29                 | 28                 |

Ghi chú
1. ↑  Bảng xếp hạng vào Tháng 3 năm 2022 sẽ được sử dụng làm hạt giống cho buổi lễ bốc thăm.

## Bảng xếp hạng
| VT | Đội        | ST | T | H | B | BT | BB | HS | Đ | Giành quyền tham dự                 |
| -- | ---------- | -- | - | - | - | -- | -- | -- | - | ----------------------------------- |
| 1  | Bồ Đào Nha | 3  | 2 | 0 | 1 | 6  | 4  | +2 | 6 | Đi tiếp vào vòng đấu loại trực tiếp |
| 2  | Hàn Quốc   | 3  | 1 | 1 | 1 | 4  | 4  | 0  | 4 | Đi tiếp vào vòng đấu loại trực tiếp |
| 3  | Uruguay    | 3  | 1 | 1 | 1 | 2  | 2  | 0  | 4 |                                     |
| 4  | Ghana      | 3  | 1 | 0 | 2 | 5  | 7  | −2 | 3 |                                     |

Ở vòng 16 đội:
- Đội nhất bảng H sẽ đấu với đội nhì bảng G.
- Đội nhì bảng H sẽ đấu với đội nhất bảng G.

## Lịch thi đấu
Tất cả thời gian được liệt kê là địa phương, AST (UTC+3).

### Uruguay vs Hàn Quốc
Hai đội đã gặp nhau tám lần, trong đó có hai lần ở World Cup, cả hai trận đều kết thúc với chiến thắng cho Uruguay; 1–0 ở vòng bảng năm 1990 và 2–1 ở vòng 16 đội năm 2010.

| Uruguay | 0–0      | Hàn Quốc |
| ------- | -------- | -------- |
|         | Chi tiết |          |

| Uruguay | Hàn Quốc |

| GK               | 23 | Sergio Rochet     |
| RB               | 22 | Martín Cáceres    |
| CB               | 3  | Diego Godín (c)   |
| CB               | 2  | José Giménez      |
| LB               | 16 | Mathías Olivera   |
| CM               | 15 | Federico Valverde |
| CM               | 5  | Matías Vecino     |
| CM               | 6  | Rodrigo Bentancur |
| RF               | 8  | Facundo Pellistri |
| CF               | 9  | Luis Suárez       |
| LF               | 11 | Darwin Núñez      |
| Huấn luyện viên: |    |                   |
| Diego Alonso     |    |                   |

| GK               | 1  | Kim Seung-gyu     |
| RB               | 15 | Kim Moon-hwan     |
| CB               | 4  | Kim Min-jae       |
| CB               | 19 | Kim Young-gwon    |
| LB               | 3  | Kim Jin-su        |
| CM               | 6  | Hwang In-beom     |
| CM               | 5  | Jung Woo-young    |
| RW               | 17 | Na Sang-ho        |
| AM               | 10 | Lee Jae-sung      |
| LW               | 7  | Son Heung-min (c) |
| CF               | 16 | Hwang Ui-jo       |
| Huấn luyện viên: |    |                   |
| Paulo Bento      |    |                   |

### Bồ Đào Nha vs Ghana
Hai đội đã gặp nhau một lần, trong chiến thắng 2–1 của Bồ Đào Nha tại vòng bảng giải đấu năm 2014.
Phút 65, Bồ Đào Nha được hưởng quả phạt đền khi Mohammed Salisu phạm lỗi với Cristiano Ronaldo trong vòng cấm. Ronaldo thực hiện  sút vào góc cao bên trái khung thành, đưa Bồ Đào Nha vượt lên dẫn trước. Với bàn thắng này, Ronaldo trở thành cầu thủ nam đầu tiên ghi bàn tại 5 kỳ World Cup liên tiếp. André Ayew gỡ hòa cho Ghana ở phút 73 với một pha dứt điểm cận thành sau đường chuyền của Mohammed Kudus từ bên cánh trái. Bồ Đào Nha đáp trả bằng hai bàn thắng liên tiếp, bàn đầu tiên của João Félix năm phút sau bàn thắng của Ayew với một pha dứt điểm từ cánh phải, còn bàn thứ hai của Rafael Leão được ghi hai phút sau với một pha dứt điểm từ cánh trái vào góc phải sau đường chuyền của Bruno Fernandes . Ở phút 89, Osman Bukari ghi bàn rút ngắn tỉ số thành 3–2 cho Ghana bằng một cú đánh đầu từ cự ly 6m sau đường chuyền từ cánh trái. Sau đó, ở những phút bù giờ, Ghana suýt gỡ hòa khi thủ môn Diogo Costa của Bồ Đào Nha để bóng chạm vạch vôi; Iñaki Williams của Ghana cố tiến tới đệm bóng nhưng trượt chân khi anh chuẩn bị sút, mở ra cơ hội cho tuyển Bồ Đào Nha.

| Bồ Đào Nha                                   | 3–2      | Ghana                      |
| -------------------------------------------- | -------- | -------------------------- |
| - Ronaldo 65' (ph.đ.) - Felix 78' - Leão 80' | Chi tiết | - A. Ayew 73' - Bukari 89' |

| Bồ Đào Nha | Ghana |

| GK               | 22 | Diogo Costa           |
| RB               | 20 | João Cancelo          |
| CB               | 4  | Rúben Dias            |
| CB               | 13 | Danilo Pereira        |
| LB               | 5  | Raphaël Guerreiro     |
| DM               | 18 | Rúben Neves           |
| CM               | 8  | Bruno Fernandes       |
| CM               | 25 | Otávio                |
| AM               | 10 | Bernardo Silva        |
| CF               | 11 | João Félix            |
| CF               | 7  | Cristiano Ronaldo (c) |
| Huấn luyện viên: |    |                       |
| Fernando Santos  |    |                       |

| GK               | 1  | Lawrence Ati-Zigi |
| CB               | 23 | Alexander Djiku   |
| CB               | 18 | Daniel Amartey    |
| CB               | 4  | Mohammed Salisu   |
| RWB              | 26 | Alidu Seidu       |
| LWB              | 17 | Baba Rahman       |
| RM               | 20 | Mohammed Kudus    |
| CM               | 5  | Thomas Partey     |
| CM               | 21 | Salis Abdul Samed |
| LM               | 10 | André Ayew (c)    |
| CF               | 19 | Iñaki Williams    |
| Huấn luyện viên: |    |                   |
| Otto Addo        |    |                   |

### Hàn Quốc vs Ghana
Hai đội đã từng đối đầu nhau 8 lần, gần đây nhất là vào năm 2014, trận giao hữu Ghana đã giành chiến thắng với tỷ số 4–0.
Khi trọng tài Anthony Taylor kết thúc trận đấu thay vì cho Hàn Quốc thực hiện quả phạt góc, huấn luyện viên trưởng của Hàn Quốc là Paulo Bento đã chạy vào sân và hét vào mặt trọng tài, khiến ông phải nhận thẻ đỏ. Đây là trường hợp đầu tiên trong lịch sử World Cup một huấn luyện viên đã bị đuổi khỏi sân sau khi trận đấu kết thúc. Nếu tính thêm hai cầu thủ Leandro Cufré và Josip Šimunić (cả hai đều ở World Cup 2006), đây là lần thứ ba một cầu thủ hoặc thành viên ban huấn luyện bị đuổi khỏi sân sau khi trận đấu kết thúc.
| Hàn Quốc                | 2–3      | Ghana                         |
| ----------------------- | -------- | ----------------------------- |
| - Cho Gue-sung 58', 61' | Chi tiết | - Salisu 24' - Kudus 34', 68' |

| Hàn Quốc | Ghana |

| GK                 | 1  | Kim Seung-gyu     |
| RB                 | 15 | Kim Moon-hwan     |
| CB                 | 4  | Kim Min-jae       |
| CB                 | 19 | Kim Young-gwon    |
| LB                 | 3  | Kim Jin-su        |
| CM                 | 6  | Hwang In-beom     |
| CM                 | 5  | Jung Woo-young    |
| RW                 | 22 | Kwon Chang-hoon   |
| AM                 | 25 | Jeong Woo-yeong   |
| LW                 | 7  | Son Heung-min (c) |
| CF                 | 9  | Cho Gue-sung      |
| Huấn luyện viên:   |    |                   |
| Paulo Bento 90+12' |    |                   |

| GK               | 1  | Lawrence Ati-Zigi |
| RB               | 2  | Tariq Lamptey     |
| CB               | 18 | Daniel Amartey    |
| CB               | 4  | Mohammed Salisu   |
| LB               | 14 | Gideon Mensah     |
| CM               | 5  | Thomas Partey     |
| CM               | 21 | Salis Abdul Samed |
| CM               | 20 | Mohammed Kudus    |
| RW               | 10 | André Ayew (c)    |
| CF               | 19 | Iñaki Williams    |
| LW               | 9  | Jordan Ayew       |
| Huấn luyện viên: |    |                   |
| Otto Addo        |    |                   |

### Bồ Đào Nha vs Uruguay
Hai đội đã gặp nhau ba lần, trong đó có một lần ở World Cup, trong chiến thắng 2–1 trước Uruguay vào năm 2018.
Bruno Fernandes đưa Bồ Đào Nha vượt lên dẫn trước khi quả tạt của anh từ cánh trái đánh bại thủ môn Sergio Rochet của Uruguay. Ronaldo ban đầu được coi là cầu thủ ghi bàn trước khi FIFA xác định rằng anh đã không chạm bóng trong tình huống này. Fernandes ghi bàn thứ hai ở phút 93, khi VAR phát hiện Gimenéz để tay chạm bóng. Với chiến thắng này, Bồ Đào Nha chính thức giành suất vào vòng 16 đội.

| Bồ Đào Nha                        | 2–0      | Uruguay |
| --------------------------------- | -------- | ------- |
| - B. Fernandes 54', 90+3' (ph.đ.) | Chi tiết |         |

| Bồ Đào Nha | Uruguay |

| GK               | 22 | Diogo Costa           |     |     |
| RB               | 20 | João Cancelo          |     |     |
| CB               | 4  | Rúben Dias            | 89' |     |
| CB               | 3  | Pepe                  |     |     |
| LB               | 19 | Nuno Mendes           |     | 42' |
| DM               | 18 | Rúben Neves           | 38' | 69' |
| CM               | 10 | Bernardo Silva        |     |     |
| CM               | 14 | William Carvalho      |     | 82' |
| AM               | 8  | Bruno Fernandes       |     |     |
| CF               | 7  | Cristiano Ronaldo (c) |     | 82' |
| CF               | 11 | João Félix            | 77' | 82' |
| Thay người:      |    |                       |     |     |
| DF               | 5  | Raphaël Guerreiro     |     | 42' |
| FW               | 15 | Rafael Leão           |     | 69' |
| MF               | 23 | Matheus Nunes         |     | 82' |
| FW               | 26 | Gonçalo Ramos         |     | 82' |
| MF               | 6  | João Palhinha         |     | 82' |
| Huấn luyện viên: |    |                       |     |     |
| Fernando Santos  |    |                       |     |     |

| GK               | 23 | Sergio Rochet          |     |     |
| CB               | 2  | José Giménez           |     |     |
| CB               | 3  | Diego Godín (c)        |     | 62' |
| CB               | 19 | Sebastián Coates       |     |     |
| DM               | 6  | Rodrigo Bentancur      | 6'  |     |
| CM               | 15 | Federico Valverde      |     |     |
| CM               | 5  | Matías Vecino          |     | 62' |
| RW               | 13 | Guillermo Varela       |     |     |
| LW               | 16 | Mathías Olivera        | 44' | 86' |
| CF               | 11 | Darwin Núñez           |     | 72' |
| CF               | 21 | Edinson Cavani         |     | 72' |
| Thay người:      |    |                        |     |     |
| FW               | 8  | Facundo Pellistri      |     | 62' |
| MF               | 10 | Giorgian de Arrascaeta |     | 62' |
| FW               | 18 | Maxi Gómez             |     | 72' |
| FW               | 9  | Luis Suárez            |     | 72' |
| DF               | 17 | Matías Viña            |     | 86' |
| Huấn luyện viên: |    |                        |     |     |
| Diego Alonso     |    |                        |     |     |

### Ghana vs Uruguay
Hai đội đã gặp nhau một lần, trong trận thắng Uruguay ở tứ kết trên chấm phạt đền ở Giải vô địch bóng đá thế giới 2010.
Uruguay không thể vượt qua vòng bảng lần đầu tiên kể từ năm 2002 và trở thành đội Nam Mỹ thứ hai sau Ecuador bị loại từ vòng bảng của giải đấu. Ngoài ra, cú đúp của De Arrascaeta khiến Uruguay trở thành đội ghi bàn đầu tiên muộn nhất tại kỳ World Cup này.

| Ghana | 0–2      | Uruguay                  |
| ----- | -------- | ------------------------ |
|       | Chi tiết | - De Arrascaeta 26', 32' |

| Ghana | Uruguay |

| GK               | 1  | Lawrence Ati-Zigi |
| RB               | 26 | Alidu Seidu       |
| CB               | 18 | Daniel Amartey    |
| CB               | 4  | Mohammed Salisu   |
| LB               | 17 | Baba Rahman       |
| CM               | 5  | Thomas Partey     |
| CM               | 21 | Salis Abdul Samed |
| RW               | 20 | Mohammed Kudus    |
| AM               | 10 | André Ayew (c)    |
| LW               | 9  | Jordan Ayew       |
| CF               | 19 | Iñaki Williams    |
| Huấn luyện viên: |    |                   |
| Otto Addo        |    |                   |

| GK               | 23 | Sergio Rochet          |
| RB               | 13 | Guillermo Varela       |
| CB               | 2  | José Giménez           |
| CB               | 19 | Sebastián Coates       |
| LB               | 16 | Mathías Olivera        |
| RM               | 8  | Facundo Pellistri      |
| CM               | 15 | Federico Valverde      |
| CM               | 6  | Rodrigo Bentancur      |
| LM               | 10 | Giorgian de Arrascaeta |
| CF               | 9  | Luis Suárez (c)        |
| CF               | 11 | Darwin Núñez           |
| Huấn luyện viên: |    |                        |
| Diego Alonso     |    |                        |

### Hàn Quốc vs Bồ Đào Nha
Các đội đã gặp nhau một lần, trong chiến thắng 1–0 của Hàn Quốc ở vòng bảng tại Giải vô địch bóng đá thế giới 2002. Chiến thắng này giúp Hàn Quốc lọt vào vòng 16 đội kể từ năm 2010.

| Hàn Quốc                                    | 2–1      | Bồ Đào Nha |
| ------------------------------------------- | -------- | ---------- |
| - Kim Young-gwon 27' - Hwang Hee-chan 90+1' | Chi tiết | - Horta 5' |

| Hàn Quốc | Bồ Đào Nha |

| GK               | 1  | Kim Seung-gyu     |
| RB               | 15 | Kim Moon-hwan     |
| CB               | 20 | Kwon Kyung-won    |
| CB               | 19 | Kim Young-gwon    |
| LB               | 3  | Kim Jin-su        |
| CM               | 5  | Jung Woo-young    |
| CM               | 6  | Hwang In-beom     |
| RW               | 18 | Lee Kang-in       |
| AM               | 10 | Lee Jae-sung      |
| LW               | 7  | Son Heung-min (c) |
| CF               | 9  | Cho Gue-sung      |
| Huấn luyện viên: |    |                   |
| Sérgio Costa     |    |                   |

| GK               | 22 | Diogo Costa           |
| RB               | 2  | Diogo Dalot           |
| CB               | 3  | Pepe                  |
| CB               | 24 | António Silva         |
| LB               | 20 | João Cancelo          |
| DM               | 18 | Rúben Neves           |
| CM               | 23 | Matheus Nunes         |
| CM               | 16 | Vitinha               |
| RF               | 17 | João Mário            |
| CF               | 7  | Cristiano Ronaldo (c) |
| LF               | 21 | Ricardo Horta         |
| Huấn luyện viên: |    |                       |
| Fernando Santos  |    |                       |

## Kỷ luật của bảng đấu
Điểm kỷ luật sẽ được sử dụng làm điểm hòa nếu thành tích chung cuộc và thành tích đối đầu của các đội bằng nhau. Số thẻ này được tính dựa trên số thẻ vàng và thẻ đỏ nhận được trong tất cả các trận đấu vòng bảng như sau:
- thẻ vàng thứ nhất: trừ 1 điểm;
- thẻ đỏ gián tiếp (thẻ vàng thứ hai): trừ 3 điểm;
- thẻ đỏ trực tiếp: trừ 4 điểm;
- thẻ vàng và thẻ đỏ trực tiếp: trừ 5 điểm;

Chỉ một trong số các khoản khấu trừ trên có thể được áp dụng cho một người chơi trong một trận đấu duy nhất.
| Đội        | Trận 1   | Trận 1                                    | Trận 1 | Trận 1            | Trận 2   | Trận 2                                    | Trận 2 | Trận 2            | Trận 3   | Trận 3                                    | Trận 3 | Trận 3            | Điểm |
| Đội        | Thẻ vàng | Thẻ vàng · Thẻ vàng-đỏ (thẻ đỏ gián tiếp) | Thẻ đỏ | Thẻ vàng · Thẻ đỏ | Thẻ vàng | Thẻ vàng · Thẻ vàng-đỏ (thẻ đỏ gián tiếp) | Thẻ đỏ | Thẻ vàng · Thẻ đỏ | Thẻ vàng | Thẻ vàng · Thẻ vàng-đỏ (thẻ đỏ gián tiếp) | Thẻ đỏ | Thẻ vàng · Thẻ đỏ | Điểm |
| ---------- | -------- | ----------------------------------------- | ------ | ----------------- | -------- | ----------------------------------------- | ------ | ----------------- | -------- | ----------------------------------------- | ------ | ----------------- | ---- |
| Bồ Đào Nha | 2        |                                           |        |                   | 3        |                                           |        |                   |          |                                           |        |                   | −5   |
| Hàn Quốc   | 1        |                                           |        |                   | 2        |                                           |        |                   | 2        |                                           |        |                   | −5   |
| Ghana      | 4        |                                           |        |                   | 2        |                                           |        |                   | 2        |                                           |        |                   | −8   |
| Uruguay    | 1        |                                           |        |                   | 2        |                                           |        |                   | 5        |                                           |        |                   | −8   |